# La Puebla de Valdavia
La Puebla de Valdavia es un municipio de la comarca de Vega-Valdavia regada por un afluente del Pisuerga, el Valdavia en la provincia de Palencia, comunidad autónoma de Castilla y León, España. Ubicada a los pies de la ruta Jacobea que unía San Vicente de la Barquera con Carrión de los Condes a través del Camino Real de la Valdavia de donde toma nombre la calle principal del pueblo o calle Real.

## Geografía
Su término municipal tiene un área de 29,50 km² con una población de 86 habitantes (INE 2022) y una densidad de 2,91 hab/km².
El ayuntamiento comprende la pedanía de El Barrio de la Puebla.
La localidad de La Puebla de Valdavia, capital del municipio tiene una población de 81 habitantes (2012).
Es un pueblo que se extiende a lo largo de la carretera P-225, como se corresponde con los pueblos lineales que se han creado a lo largo de un camino

## Geografía humana

### Demografía
Cuenta con una población de 81 habitantes (INE 2024).
| Gráfica de evolución demográfica de La Puebla de Valdavia entre 1842 y 2021                                                                                     |
| |
| Población de derecho según los censos de población del INE Población de hecho según los censos de población del INEEn este censo se denominaba Puebla, La: 1842 |

| 1842 | 1887 | 1900 | 1910 | 1920 | 1930 | 1940 | 1950 | 1960 | 1970 | 1981 | 1991 | 2000 | 2005 | 2009 | 2010 | 2011 | 2014 | 2018 |
| 357  | 608  | 591  | 603  | 545  | 555  | 566  | 600  | 536  | 401  | 249  | 189  | 157  | 144  | 117  | 114  | 113  | 106  | 105  |

## Patrimonio
Iglesia parroquial, dedicada a la advocación de Nuestra Señora de las Nieves, patrona del lugar. Tiene varios añadidos y un ábside recto de época gótica, tres naves, separadas por pilares. En ella, destaca la Virgen con el Niño, atribuida a Inocencio Berruguete.
Se puede visitar el museo de etnografía junto a la plaza central.
Así mismo en el municipio existen dos ermitas, con las siguientes advocaciones:
San Roque.
Nustra Señora del Carmen.

## Toponimia
Su nombre completo es La Puebla de Valdavia, aunque en ocasiones se encuentra erróneamente escrito "de Valdivia". El artículo "La" forma parte de su nombre oficial.
El nombre de Puebla hoy significa sencillamente pueblo o población, pero durante la Reconquista de la Península se usó para referirse a la repoblación de las tierras recuperadas de manos árabes con gentes de otras latitudes. Por tanto, es muy probable que esta villa fuese una de las que se repoblaron durante los siglos IX y X.

## Cultura

### Fiestas
Fiestas patronales: 5 de agosto (Nuestra Señora de las Nieves).

## Vecinos ilustres
- Beato P. Mariano de la Mata Aparicio (1905-1983), beato y religioso agustino. Beatificado por Benedicto XVI, natural del barrio de la Puebla.
- Amador Ibáñez Puerta, alumno de la Facultad de Ciencias de la Universidad Central. Doctor en Ciencias Físico-Químicas. Doctor en Ciencias Naturales. En el Archivo Histórico Nacional se conserva su tesis titulada: "Importancia de las propiedades físicas de los cuerpos, en especial de la fusibilidad de las sustancias orgánicas y experiencias" así como un "Estudio anatómico e histológico del ojo de los moluscos". Se conserva también copias de su certificación académica y partida de bautismo.[3]